# Too Much of Nothing
Too Much of Nothing è un brano musicale composto nel 1967 da Bob Dylan durante il suo periodo di autoimposto esilio dalle scene a seguito dell'incidente motociclistico del 29 luglio 1966. La canzone venne originariamente incisa da Dylan e The Band durante le celebri "sessioni in cantina" dell'estate 1967, parte delle quali (inclusa questa traccia) furono pubblicate nel 1975 sull'album The Basement Tapes.

## Il brano
Uno dei temi maggiormente ricorrenti nei The Basement Tapes è la paura del "nulla". Shelton sente in questo brano altri riferimenti al Re Lear, dove Lear dice alla figlia Cordelia: "Niente viene dal niente" (atto I, scena 1). Marcus asserisce che questa fu una delle prime tracce incise alla fine dell'estate '67, in agosto o settembre 1967. Egli scrisse che queste canzoni sono contraddistinte dal fatto di essere "suonate lentamente, e cantate in tono lamentoso". La voce di Dylan è tenuta su registri acuti e costantemente sul punto di "spezzarsi", sorretta non dal ritmo o dalla melodia ma dalla scoperta del vero significato di quello che viene cantato. L'accompagnamento al coro di Richard Manuel e Rick Danko è costituito anch'esso da voci acute, anche più esposte".

## Formazione
- Bob Dylan – voce, chitarra;
- Robbie Robertson – chitarra elettrica;
- Garth Hudson – organo;
- Richard Manuel – pianoforte, coro;
- Rick Danko – basso, coro.

Sovraincisioni 1975
- Garth Hudson – parti di tastiera aggiuntive;
- Levon Helm – (possibilmente) batteria, coro.

## Cover
Nel novembre 1967, la canzone fu un successo da Top 40 per Peter, Paul and Mary. Nel testo originale di Dylan, il ritornello cita due nomi di donna: «Say hello to Valerie/Say hello to Vivien/Send them all my salary/On the waters of oblivion», invece nella versione di Peter, Paul and Mary venne cambiato il secondo nome da "Vivien" a "Marion" con grande disappunto di Dylan. Secondo il membro del trio Paul Stookey, fu questo episodio che allontanò Bob Dylan dal gruppo: "diventammo semplicemente altri tizi che rifacevano le sue canzoni". Patrick Humphries ha fatto notare che, consapevolmente o meno, i nomi delle due donne citate nella versione originale di Dylan corrispondono a quelli delle due mogli del poeta T. S. Eliot.
La canzone apparve anche sull'album di debutto degli Spooky Tooth It's All About, sul primo album dei Fotheringay, e in Black Claw & Country Fever di Albert Lee. Tutte e tre le versioni sostituiscono il nome "Vivien" con "Marion".